# Écocombi
Un écocombi (parfois nommé super-truck ou un maxicamion, gigaliner, ou mégacamion ou encore monster-truck) est un camion d'environ 25 mètres pouvant transporter jusqu'à 60 tonnes.

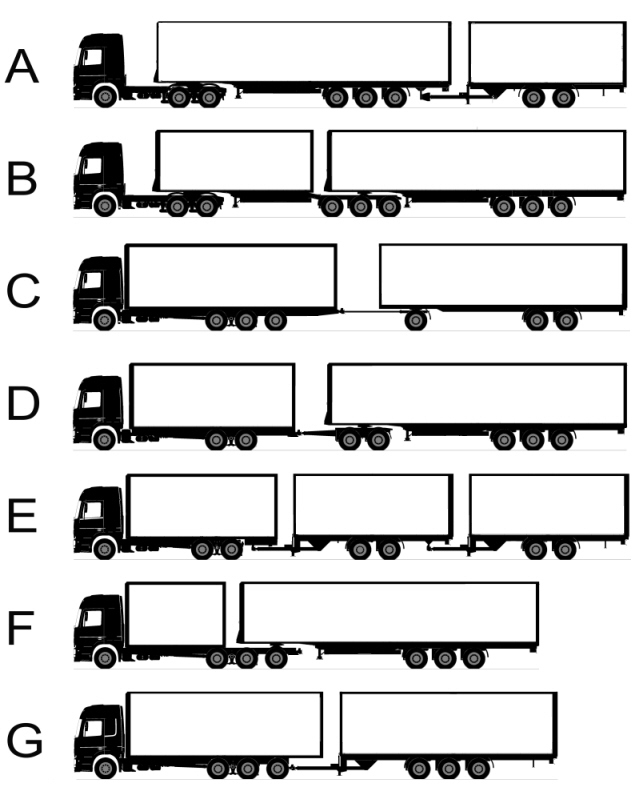
Combinaisons possibles de tracteurs et remorques (interdites pour certaines sur certains axes ou dans certains pays)

Il est constitué d'un camion porteur auquel est attelée une remorque (voire deux semi-remorques). Au-delà on parle de « train routier » (réservé aux axes routiers longs et très linéaires).

## Intérêts
L'écocombi est réputé permettre :
- une économie de coût de transport,
- une réduction de 20 000 litres de carburant par an en exploitation longue distance — pour 10 000 kilomètres par mois environ — par rapport à un véhicule routier classique qui effectuerait le même kilométrage, ceci grâce au volume et à la charge supplémentaire qu'il est apte à transporter.

## Inconvénients
- Ces camions nécessitent des rayons de courbures importants, et circulent mal dans les zones urbaines, y compris autour de la plupart des ronds-points. Les manœuvres en marche arrière sont délicates.
- Ils accumulent une énergie cinétique importante (danger en cas de collision).
- Ils sont difficiles à doubler sur des routes en double sens en raison de leur longueur.
- Selon France Nature Environnement, en termes de bilan global, ces camions ne permettent pas de réduire les émissions de gaz à effet de serre[1], et le décret autorisant la mise en circulation des poids lourds à 44 tonnes au lieu de 40 tonnes est déjà contradictoire avec les engagements du Grenelle de l'Environnement[Quoi ?] et de l'État de transfert modal, de la route vers le ferroviaire et le fluvial. Les éco-combis risquent d'encore freiner le transfert modal « au détriment, à terme, du rail et du fluvial, de la qualité de l’air, de la sécurité et des infrastructures »[2] ».

## Usages
Ces camions sont déjà fréquents dans des pays à grande superficie comme le Canada, les États-Unis ou l'Australie. En Europe, les premiers écocombis sont apparus en Suède en 2000. Les Pays-Bas les testent depuis 2000, après la Suède et le Danemark[Quand ?]. La Région flamande (Belgique) effectue des tests sur un camion sur un trajet bien spécifique et la France s'interroge[réf. nécessaire]. L’État a demandé à l'Observatoire Énergie Environnement Transports (OEET) d'examiner et d'apprécier les enjeux de ces camions de 25 m de long.

## Perception
Ces camions sont mal perçus par de nombreux européens. Un projet d'autorisation de leur circulation a suscité une coalition européenne intitulée « nomegatrucks ».
En France où les camions ne doivent pas dépasser 18,75 m et 44 tonnes, un sondage de l'institut CSA (1 et 2 juillet 2009) estime que 81 % des français interrogés sont défavorables à l'arrivée des mégacamions sur les routes, et 79 % inquiets quant aux conditions de sécurité de circulation.

### En France
En juillet 2009, Dominique Bussereau, secrétaire d'État aux Transports, reporte toutes les expérimentations prévues en France et commande à l'OEET une analyse sur les enjeux environnementaux de la circulation de mégacamions en France.
En décembre 2010, l'OEET rend son rapport au secrétaire d'État aux Transports, estimant que l'intérêt en France de tels camions est nul du point de vue environnemental et qu'une autorisation serait un contre-signal aux engagements du Grenelle Environnement promouvant au contraire des transports alternatifs à la route. L'OEET indique aussi qu'il serait nécessaire d'étudier les impacts de ces camions sur d'autres domaines tels que les infrastructures, la sécurité, le social, l’acceptabilité par les autres usagers de la route, la compétitivité des entreprises, etc.

## Accidentologie
Accident de Konginkangas